# Jean Cornil
Pour les articles homonymes, voir Cornil (homonymie).
 (mars 2017).
Si vous disposez d'ouvrages ou d'articles de référence ou si vous connaissez des sites web de qualité traitant du thème abordé ici, merci de compléter l'article en donnant les références utiles à sa vérifiabilité et en les liant à la section « Notes et références ».
Jean F. Cornil est un homme politique socialiste belge né le 8 août 1958 à Bruxelles.
Ancien Vice-président et maintenant Administrateur de la fédération bruxelloise du parti socialiste (francophone), ancien sénateur, ancien conseiller communal d'Etterbeek, député fédéral de décembre 2007 à juin 2010.

## Biographie
Issu d'une famille d'intellectuels et de juristes, il entame des études de droit à l'Université libre de Bruxelles puis d'assistant social à l'École ouvrier supérieure (EOS), l'école historique du parti (PS) et du syndicat (FGTB) socialistes. Passionné de musique, il joue du piano.
Après avoir travaillé au sein de différents cabinets ministériels et auprès du délégué général aux droits de l'enfant, il fut pendant huit ans directeur adjoint du centre pour l'égalité des chances et la lutte contre le racisme. En 2001, il est désigné sénateur coopté et entre 2003 et 2007, il assume la fonction de sénateur élu directement par le collège électoral français. Ses domaines de prédilection sont l'associatif, la démocratie et la citoyenneté, l'emploi, l'enfance la jeunesse, l'éthique, l'intégration sociale, la justice, la pauvreté, les relations internationales.
Jean Cornil fut suppléant de Laurette Onkelinx aux élections législatives de 2007. Cette dernière ayant été appelée dans le gouvernement Verhofstad III puis Leterme, Jean Cornil est actuellement député à la Chambre des représentants. En mai 2010, il annonce son retrait de la vie politique.
Au sénat, il était membre de la commission des affaires sociales et de la Commission des relations extérieures et de la défense, du comité d'avis pour l'égalité des chances entre les femmes et les hommes.
À la suite de l'affaire Clearstream 1, il dépose en 2004, conjointement avec Isabelle Durant une proposition de loi visant à créer une commission d'enquête nationale chargée d'enquêter sur l'utilisation de comptes dans les "entreprises de clearing et de routing" à des fins de fraude fiscale et/ou de blanchiment d'argent .
En juillet 2005, Jean Cornil dépose au Sénat de Belgique une proposition de révision de la Constitution afin d'y inscrire le développement durable. Une initiative du sp.a a suivi, de même qu'une journée d'études, et le texte, modifié selon un compromis afin de recueillir la majorité des deux tiers, a été voté le 13 juillet 2006 en séance plénière du Sénat puis à la Chambre des représentants.
À la Chambre des représentants, il est membre de la Commission Santé publique et environnement et membre de la Commission Climat et développement durable.  Il a notamment introduit plusieurs propositions de loi visant à interdire la publicité des voitures les plus polluantes - visant à indiquer clairement sur les publicités voiture le degré de pollution des véhicules - visant à assurer un crédit d'impôt au profit des personnes qui investissent dans une coopérative favorisant les énergies renouvelables - accordant un crédit d'impôt pour les personnes qui veulent acquérir un vélo - augmentant les déductions fiscales pour l'acquisition d'une maison passive et notamment l'interdiction de procéder au licenciement collectif en vue de maximiser son profit.